# SSBP1
SSBP1‏ (Single stranded DNA binding protein 1) هوَ بروتين يُشَفر بواسطة جين SSBP1 في الإنسان.